# 沖田彩花
沖田 彩花（おきた あやか、2000年9月3日 - ）は、日本のグラビアアイドル。
愛知県出身。シルキスエンターテインメント所属。

## 略歴・人物
2014年1月、ジュニアアイドルとしてデビュー。
趣味は料理、特技はバトンとモノマネ。
将来は美容師、あるいは料理系グラドルになりたいという。

## 作品

### DVD
- 美少女伝説（2014年1月13日、スパイスビジュアル）
- 美少女伝説 あやチュ（2014年4月25日、スパイスビジュアル）
- 美少女伝説 ―あさかの声、あやかの色 （2014年5月30日、スパイスビジュアル）共演：東亜咲花
- JC スマイル (2014年6月27日、エスデジタル）
- クラスメイト（2014年8月22日、竹書房）
- かくれんぼ（2014年11月7日、スパイスビジュアル）
- かくれんぼ2（2015年1月30日、スパイスビジュアル）
- 放課後のキミ。（2015年3月27日、スパイスビジュアル）
- かくれんぼ3（2015年5月29日、スパイスビジュアル）
- あさかと咲く彩花 （2015年6月26日、スパイスビジュアル）共演：東亜咲花
- 放課後同好会 沖田彩花（2015年9月29日、エスデジタル）
- 天使のたまご（2015年11月25日、QH映像）
- 課外授業お願いします。（2016年1月29日、エスデジタル）
- Sweet Story（2016年6月29日、エスデジタル）
- 天使のたまご2 沖田彩花（2016年9月25日、QH映像）